# Kairuku
Kairuku – rodzaj wymarłych pingwinów liczący dwa gatunki żyjące w późnym oligocenie (26–27 mln lat temu). Opisany w 2012 roku na podstawie skamieniałości z formacji Kokoamu Greensand (wschodnia Wyspa Południowa, Nowa Zelandia).

## Systematyka
Do rodzaju należą dwa gatunki: K. waitaki i K. grebneffi. Nazwa rodzajowa pochodzi od dwóch maoryskich słów: kai (jedzenie) i ruku (nurkować). Gatunkiem typowym jest K. waitaki. Jego holotyp stanowią fragmenty czaszki, dźwigacz i 5 innych kręgów szyjnych, 4 kręgi piersiowe, sześć żeber, dwa wyrostki haczykowate, niemal kompletne synsakrum, 5 wolnych kręgów ogonowych, dwie prawie kompletne kości krucze oraz inne kości kończyn górnych i dolnych. Zostały pozyskane w latach 1977 i 1982 u wybrzeża Waihao River, w południowym Canterbury. Holotyp K. grebneffi pochodzi z okolic strumienia Waipati, niewielkiego dopływu Maerewhenua River, w dystrykcie North Otago. Do przedstawiciela rodzaju Kairuku o niepewnej przynależności gatunkowej należą kości kończyny tylnej odkryte w osadach formacji Glen Massey na południowym zachodzie Auckland; ich odkrycie dowodzi występowania przedstawicieli rodzaju Kairuku również na Wyspie Północnej.

## Morfologia i anatomia
Proporcje ciała u Kairuku są nieco odmienne niż u współczesnych pingwinów. Tylne kończyny były krótsze i mocniejsze, a tułów i skrzydła – dłuższe. Kość udowa była proporcjonalnie dłuższa, a tarsometatarsus – krótszy. Kairuku cechowały ponadto: wydłużony, wąski mostek, krótka, rozszerzana ku dołowi kość krucza, wydłużone wąskie skrzydło.
Szacunkowo najlepiej skompletowany okaz K. grebneffi, oznaczony numerem OU 22065, za życia, stojąc, osiągał 1,28 m wysokości; płynąc przed siebie z wyciągniętym dziobem, mógł więc mierzyć blisko 1,5 m. Jest to wartość mniejsza, niż szacowana dla dotychczas znanych kopalnych pingwinów, nawet z wyraźnie mniejszymi kośćmi względem przedstawicieli Kairuku, co wskazuje na błędne szacunki. W literaturze popularnej wysokość stojącego pingwina cesarskiego (Aptenodytes forsteri) podawana jest bardzo różnorodnie, zwykle między 1 a 1,5 m; jest to jednak wartość wyższa, niż zmierzona u stojących osobników – przykładowo Forster (1961) przebadał 86 żywych pingwinów cesarskich, a maksymalna wysokość wyniosła wówczas 1,06 m. Prawdopodobnie podane wartości dotyczą nie wysokości ptaka, lecz jego długości ciała. Kwestia największego żyjącego kiedykolwiek pingwina pozostaje otwarta; Pachydyptes ponderosus jest uznawany za największego (autorzy nie wzmiankują, przez których autorów), jednakże znany jest jedynie z kości kruczej, ramiennej i śródręcza. Wspomniane kości są bardzo zbliżone długością do odpowiadającym im kości Kairuku, jednak odróżnia je solidniejsza budowa. Bazując jedynie na kości kruczej, można stwierdzić, że P. ponderosus osiągał 115% rozmiarów Kairuku, jednakże szacunki oparte na dwóch pozostałych kościach wskazują na to, że Kairuku były ptakami większymi od P. ponderosus. Zważywszy na wydłużony tułów i skrzydła Kairuku prawdopodobnie był to ptak wyższy od P. ponderosus, natomiast lżejszy. Według szacunków Craiga Jonesa, współautora pierwszego opisu, mógł osiągać masę ciała rzędu 60 kg lub więcej; dla porównania: pingwiny cesarskie uzyskują masę do 40 kg.

## W kulturze
Kairuku występuje w grze Ark: Survival Evolved.